# Невена Гичева
Невена Христова Гичева, по мъж Тончева, е българска революционерка, деятелка на Вътрешната македоно-одринска революционна организация.

## Биография
Родена е в 1880 година в Свиленград, който тогава е в Османската империя, и е роднина на видния деец на ВМОРО Георги Василев. Работи като учителка в Одринската девическа гимназия. Става членка на ВМОРО и изпълнява куриерски задачи на Одринския окръжен комитет.